# Clairemeer
Het Clairemeer (Engels: Lake Claire) is het grootste meer dat geheel binnen de grenzen van de Canadese provincie Alberta is gelegen. Het meer ligt ten westen van het Athabascameer in het Wood Buffalo National Park en heeft een oppervlakte van 1.436 km².